# Marcus Erici Toberus
Marcus Erici Toberus, född 1606 i Tåby socken, Östergötlands län, död där 1661, var en svensk präst.

## Biografi
Marcus Erici Toberus föddes 1606 i Tåby socken. Han var son till en bonde där. Toberus blev i oktober 1624 student vid Uppsala universitet och 1640 hovpredikant på Stegeborg. Han blev kyrkoherde 1646 i Tåby församling. Toberus avled 1661 i Tåby socken.

### Familj
Toberus gifte sig med Christina Ericsdotter. Hon var dotter till kyrkoherden Ericus Nicolai och Christina Michaelsdotter i Tåby socken. De fick tillsammans barnen kyrkoherden Samson Marci i Gryts församling, Christina och Margareta (död 1669).